# تپه میرپنج
تپه میرپنج مربوط به سده ۷ تا ۹ ه است و در شهرستان تربت جام، ۵ کیلومتری شرقی روستای ملک‌آباد واقع شده و این اثر در تاریخ ۱۶ اسفند ۱۳۸۴ با شمارهٔ ثبت ۱۴۳۸۰ به‌عنوان یکی از آثار ملی ایران به ثبت رسیده‌است.